# Землетрясение в Киликии (1268)
Землетрясение в Киликии произошло к северо-востоку от города Адана в 1268 году (ныне район Сейхан на юге Турции). Унесло более 60 000 жизней в Киликийском армянском царстве в Малой Азии. По количеству жертв в нынешних границах Турции оно по сей день считается крупнейшим. Прочий ущерб от землетрясения неизвестен. Магнитуда землетрясения составила около 7,0.